# Caulolatilus
Genre
Caulolatilus est un genre de  poissons de la famille des Malacanthidae.

## Liste des espèces
- Caulolatilus affinis Gill, 1865.
- Caulolatilus bermudensis Dooley, 1981.
- Caulolatilus chrysops (Valenciennes in Cuvier et Valenciennes, 1833).
- Caulolatilus cyanops Poey, 1866.
- Caulolatilus dooleyi Berry, 1978.
- Caulolatilus guppyi Beebe et Tee-Van, 1937.
- Caulolatilus hubbsi Dooley, 1978.
- Caulolatilus intermedius Howell Rivero, 1936.
- Caulolatilus microps Goode et Bean, 1878.
- Caulolatilus princeps (Jenyns, 1840) - Tile fin.
- Caulolatilus williamsi Dooley et Berry, 1977.